# Онешті
Онешті (у 1965—1989 роках — Георге-Георгіу-Деж; рум. Oneşti) — місто на сході Румунії, у повіті Бакеу. 51,7 тис. осіб (2002).

## Історія
Місто було засноване 14 грудня 1458 року і назване ім'ям дочки Штефана Великого Оани.
У березні 1965 року місто було перейменоване на честь комуністичного керівника Румунії Георге Георгіу-Дежа. Назва повернена після повалення комуністичної диктатури у 1989 році.

## Господарство
Нафтопереробний завод і нафтохімічний комбінат (виробництво каучуку, пластмас, содопродуктов, отрутохімікатів). ТЕС Борзешті. Газопровід з центральної Трансильванії.

## Особистості
- Надя Коменеч — румунська гімнастка, олімпійська чемпіонка.

| Румунія | Це незавершена стаття з географії Румунії. Ви можете допомогти проєкту, виправивши або дописавши її. |

1. ↑  https://gazetasatelor.md/infratite-maluri-de-prut-constantin-cojocaru-primar-de-edinet-parteneriatele-cu-primariile-din-romania-sunt-benefice/